# بيبسي تويست
بيبسي تويست (بالإنجليزية: Pepsi Twist) هو عبارة عن مشروب كولا بنكهة الليمون، يتم تسويقه بواسطة بيبسيكو كبديل للبيبسي العادي.

## تاريخ
كان أول تجسيد لبيبسي لايت (Pepsi Light) هو نكهة الكولا والليمون مع سعرات حرارية أقل بنسبة 50%. سرعان ما تم استبداله بكولا دايت بنكهة الليمون، يحمل نفس الاسم في السبعينيات والثمانينيات في الولايات المتحدة ويسمى بيبسي لايت، والذي كانت بنكهة الليمون بالضرورة لمقاومة مذاق السكرين الاصطناعي. عندما أصبح الأسبارتام متاحًا على نطاق واسع، تمت إزالة نكهة الليمون من دايت بيبسي المعاد تسميته حديثًا.
في منتصف الثمانينيات، تم تقديم مشروب بيبسي ليمون في السعودية.
تم تقديم بيبسي تويست في الولايات المتحدة في 12 يوليو 2000، ومرة أخرى في 12 يونيو 2001 حتى تم إيقافه في صيف عام 2006.
أطلقت بيبسي مشروب بيبسي أ-ها (Pepsi A-ha)، بنكهة الليمون في الهند، في عام 2002.
تم تسويق بيبسي في البرازيل (بالليم بدلاً من الليمون)، حيث تم أيضًا بيع مشروب محدود الإصدار، بيبسي تويستو (Pepsi Twistão)، بنكهة الليمون أقوى.
تم إصداره أيضًا في البرتغال كإصدار محدود خلال الصيف، وظل شائعًا.
في الفلبين، تم إصداره في عام 2002 وحقق نجاحًا فوريًا بين المراهقين لكنه فشل في الاستحواذ على السوق.
تم تسويق بيبسي تويست أيضًا في باكستان في عام 2006. فشل المنتج في الاستحواذ على السوق، لكنه لا يزال متاحًا في بعض محلات السوبر ماركت.
يتم تسويقه في رومانيا تحت اسم بيبسي تويست ليمون. تم بيعه تحت اسم بيبسي تويست حتى وقت قريب، ونسخة الدايت (الحمية) تسمى بيبسي تويست لايت ليمون.
المشروب متوفر في ألبانيا، اليونان، والصين، ومحلات سوبر ماركت مختارة في ألمانيا.
تم تقديمه في بولندا في صيف عام 2002 وفي إيطاليا في أواخر عام 2002. لا يزال مشروبًا شائعًا إلى حد ما في السابق.
تم إصداره أيضًا في البوسنة والهرسك في أواخر عام 2006. لا تزال تسوّق اليوم وتفوق مبيعات مشروب بيبسي الأصلي.
في المملكة المتحدة، هولندا، وبلجيكا، تم بيع بيبسي تويست الأصلي لفترة من الوقت، وتم استبداله بـبيبسي ماكس تويست، وهو إصدار «الليمون والليم» الذي تم إيقافه أيضًا. ومنذ ذلك الحين تم إعادته تحت العلامة التجارية «بيبسي ماكس كول ليمون (Pepsi Max Cool Lemon)».
في أوكرانيا، تم تسويق وبيع بيبسي تويست خلال عام 2004. في عام 2012 أعيد تقديمه تحت شعار «بيبسي +1» والاسم التجاري «بيبسي-تويست».
حققت بيبسي تويست عودة قصيرة في صيف عام 2008 مع إنطلاق موسم كرة القدم الأمريكية، والتي تفاخرت بأنها بيبسي «مع ركلة ليمون».
في جمهورية التشيك وسلوفاكيا، تم تقديم بيبسي تويست في عام 2002، وتم تقديم نظيرتها الغذائية بيبسي تويست لايت في يناير 2003. كلا الإصدارين لا يزال يتم بيعهما.
في لاتفيا، تم تقديم بيبسي تويست في أواخر عام 2011.
في بولندا، بعد 10 سنوات من طرح بيبسي تويست، قررت بيبسي تويست تقديم بيبسي لايت ليمون.
في قبرص، تم طرح بيبسي تويست في بداية عام 2014.
في أوروغواي، تم إطلاق بيبسي تويست لأول مرة في عام 2005. الآن، بعد 10 سنوات من إعادة تقديمها في إصدار محدود. سبتمبر 2015.
في يوليو 2017، تم إعادته كعرض لفترة محدودة في كندا.

## تسويق
تم الإعلان عن المنتج خلال سوبر بول 2003، مع ظهور أوزي، جاك، وكيلي أوزبورن في الإعلان، إلى جانب فلورنس هندرسون ودوني وماري أوزموند.
كما تمت المصادقة عليه من قبل مغنية البوب بريتني سبيرز في عامي 2002 و 2003 كجزء من عقدها مع الشركة؛ ظهر أيضًا في عرض ترويجي مع أوستن باورز في غولدميمبر.
يبدو أن المنتج لم يعد يتم تسويقه بشكل نشط ولا يظهر في قائمة العلامات التجارية على الموقع الرسمي لبيبسي. انتهى إنتاج بيبسي تويست في الولايات المتحدة خلال صيف عام 2006، ومع ذلك لا يزال المشروب متاحًا في بولندا، ألمانيا، إيطاليا، صربيا، الصين وبعض الدول الأخرى.
في عام 2005، أصدرت شركة الألعاب اليابانية تاكارا إصدارًا خاصًا من شخصية مسلسل ترازفورمرز أوبتيموس برايم (المعروفة باسم «كونفوي» (Convoy) في اليابان) بألوان بيبسي مع زجاجة/علبة مقطورة. يُعرف هذا الشكل باسم بيبسي كونفوي (Pepsi Convoy)، ويأتي معبأ مسبقًا بزجاجة بيبسي تويست من الورق المقوى. تم إصدار هذا الرقم لاحقًا بعد ذلك بعامين في أمريكا باسم «بيبسي أوبتيموس برايم» (Pepsi Optimus Prime)، مع بعض التعديلات الطفيفة.
في عام 2008، أعيد تقديم المنتج لفترة وجيزة قبل موسم كرة القدم الأمريكية ولكن كان هناك نقص في المعروض.
أطلق المصارع المحترف سي إم بانك على أحد حركاته في المصارعة باسم بيبسي تويست.